# Dadivank
Dadivank (in armeno Դադիվանք?), in azero Vəng), è una piccola comunità rurale del distretto di Kəlbəcər, in Azerbaigian, fino al 2020 appartenente alla regione di Shahumian nella repubblica di Artsakh (fino al 2017 denominata repubblica del Nagorno Karabakh).
Il villaggio di poche decine di abitanti sorge lungo le sponde del fiume Tartar, in un tratto della valle particolarmente stretto, lungo la statale M 11 che univa la repubblica di Artsakh all'Armenia attraverso il passo Sodk.
Poco sopra si erge l'omonimo monastero, che era meta di fedeli e turisti.